# 基督教社會主義
基督教社會主義普遍是指那些在政治立場上将基督教思想和社會主義思想視之為互相連繫的有基督教思想的左翼人士。值得说明的是基督教社会主义者中虽然有很多虔诚的基督徒（但不一定都是），但基督教社会主义是作为一种政治思想，与其他基督宗教的“神学思想”有着相当不同。

## 历史源流
构成基督教社会主义基础的要素见于《旧约》和《新约》。它们包括申命记15:1-5、以西结书18:7、以赛亚书58:2-7、雅各书2:14、雅各书5:1-6、约伯记31:16-25、28、约翰福音11:10-11、利未记25:35-38、路加福音4:18、马太福音6:24、马太福音19:23-24、马太福音25:40-46、箴言28:3-28和箴言31:9。

## 基督教社會主義政黨
- 意大利社会基督教徒
- 智利基督教左翼党
- 法国青年共和联盟（及其前身“道路”组织）
- 荷兰基督教社会主义者联盟
- 荷兰基督教社会党
- 瑞士基督教社会党
- 希腊民主复兴
- 希腊基督教民主党
- 英国左翼基督教徒（工党下属的一个社会主义协会）

## 主要基督教社會主義者
- Thomas J. Hagerty
- Robert Malachy Burke
- Thomas Hughes
- John Malcolm Forbes Ludlow
- 查尔斯·金斯莱
- Frederick Denison Maurice
- 弗朗西斯·奥托·马西森
- 康乃尔·韦斯特
- Percy Dearmer
- 凯尔·哈迪
- 马丁·路德·金[1]
- 方濟各
- 聖奥斯卡·罗梅罗
- 河上丈太郎
- 片山哲
- 安部磯雄

### 引用
1. ↑  .   [2008-05-03]. （原始内容存档于2008-04-30）.

## 外部連結
- Official site of Christian Socialist Movement (UK) （页面存档备份，存于）
- Spartacus Educational on nineteenth-century Christian socialism
- Anglo-Catholic Socialism
- Socialism and Faith Commission of the Socialist Party USA